# Объект 775
Объект 775 — экспериментальный советский ракетный танк (специальный танк). 
«Объект 775» был создан в 1964 году под руководством Павла Исакова в СКБ-75 (Челябинский тракторный завод).

## Общее описание

### История
Разработка танка «Объект 775» велась два года — с 1962 по 1964, под руководством конструктора Павла Павловича Исакова. Постановлением Совета Министров СССР, от 30 марта 1963 года, были начаты работы по созданию двух ракетных комплексов «Астра» и «Рубин», лучший из которых должен был использоваться в «Объекте 775». Решением секции НТС Государственного комитета по оборонной технике, от 1 марта 1964 года, из двух комплексов выбрали «Рубин», а работы по «Астре» прекратили. Таким образом, для «Объекта 775» использовался именно «Рубин»

### Вооружение
В отличие от других ракетных танков («Объект 287», ИТ-1), «Объект 775» имел полноценную башню из литой стали, которая была оснащена 125-мм нарезной пусковой ракетной установкой, которая могла стрелять как управляемыми, так и неуправляемыми ракетами.
Основным вооружением специального танка являлось 125-мм орудие-пусковая установка Д-126, из которого можно было вести стрельбу управляемыми ракетами ПТРК «Рубин» и неуправляемыми активно-реактивными снарядами «Бур» с осколочно-фугасной боевой частью. Орудие-пусковая установка Д-126, разработанное ОКБ-9 УЗТМ, представляло собой безоткатную систему с нарезным стволом
Управляемая ракета «Рубин» калибром 125 мм и длиной 1505 мм имела кумулятивную боевую часть, которая пробивала вертикально расположенную стальную броню толщиной 500 мм. Ракета наводилась на цель с помощью полуавтоматической системы по радиокомандам. Скорострельность ПТРК «Рубин» составляла 4-5 выстр./мин, максимальная дальность стрельбы - 4000 м, а максимальная скорость полета ракеты -550 м/с. Дальность стрельбы снарядом «Бур» составляла 9000 м, дальность прямого выстрела - 750 м, скорострельность -8-10 выстр./мин.
Пусковая ракетная установка «Д-126» имела 32 нареза на внутренней части ствола и была создана в ОКБ-9 специально для «Объекта 775». Она имела полуавтоматический механизм заряжания и дистанционно управлялась командиром-оператором. Д-126 была стабилизирована в двух плоскостях стабилизатором 2Э16.

### Экипаж
Экипаж танка состоял из двух человек — механика-водителя и командира-оператора вооружения. Они размещались в башне танка в изолированной кабине. Место механика-водителя было оборудовано специальной системой, позволявшей ему при вращении башни постоянно смотреть вперед. Данная система представляла собой вращающуюся башенку, которая была помещена внутрь основной башни и когда танковая башня вращалась в одну сторону, то башенка механика-водителя вращалась в противоположную. В башенке, которая находилась в правой части башни и крепилась на шариковой опоре, находилось сиденье механика-водителя, приборы обзора и управления. Таким образом, механик-водитель и его смотровой прибор постоянно оставались направленными вперёд движения базы танка, вдоль продольной оси корпуса, чем обеспечивалось непрерывное наблюдение за направлением движения. Благодаря такому размещению экипажа в танковой башне, а не в корпусе под башней, общую высоту танка удалось снизить до 1740 мм.

### Двигательная установка
На «Объекте 775» применялась гидропневматическая подвеска вместо широко используемой торсионной. Она имела дозирующее (ступенчатое) устройство, которое позволяло изменять дорожный просвет танка.
Дизельная силовая установка и трансмиссия «Объекта 775» были заимствованы у танка Т-64 и подверглись небольшим изменениям. Также были позаимствованы эжекционная система охлаждения, силовая передача с двумя побортными семи-скоростными коробками, опорные катки с внутренней амортизацией, направляющие колеса и гусеница с резинометаллическими шарнирами.
Танк «Объект 775» имел малую общую высоту, которая была достигнута специфическим расположением экипажа, отсутствию противооткатных устройств и компактному затвору. Малая высота в сочетании со сравнительно небольшими размерами позволили усилить бронезащиту «Объекта 775» по сравнению с пушечными танками той же массы. Для ослабления воздействия на экипаж ионизирующего излучения в случае ядерного взрыва были применены пластмассовые подбои. Дополнительно, экипаж располагал комплектом противоатомной и противопожарной защиты.

## Испытания и выводы
На испытаниях «Объекта 775» выявились его хорошие подвижность и проходимость, незаметность и меньшая степень уязвимости благодаря низкому силуэту и изменяемому клиренсу. Это дало толчок к разработке новой ветви бронетехники — «истребителей танков», отличающихся небольшой высотой и габаритами, но достаточно мощным вооружением.
Сам же ракетный танк «Объект 775» не был принят на вооружение из-за сложности устройства и низкой надежности системы наведения управляемых ракет, а также из-за плохой видимости экипажем поля боя.
В связи с тем, что «Объект 775» не был принят на вооружение, прорабатывался вариант установки «Рубина» в танк Т-64 («Объект 432»). Но при этом выяснилось, что размещение аппаратуры управления «Рубина», занимавшей объём 200 дм³ при весе в 180 кг, было очень затруднительно и невыгодно. Кроме того, управляемая ракета длиной около 1,5 м также требовала модернизации компоновки Т-64. Поэтому установку «Рубина» в Т-64 сочли нецелесообразной, и работы по теме были закрыты.
На базе «Объекта 775» был разработан танк «Объект 780», экипаж которого состоял из трёх человек, размещавшихся в башне, причём место механика-водителя аналогично стабилизировалось вдоль направления движения базы танка. 125-мм нарезная установка могла стрелять как танковыми управляемыми реактивными снарядами, так и артиллерийскими снарядами обычного типа.

## Модификации
- Объект 775 — базовый вариант
- Объект 775Т — модификация с установкой газотурбинного двигателя ГТД-700. Создана в начале 1968 года. Работы по этому варианту были прекращены вместе с работами над основной модификацией танка[1].

## Сохранившиеся экземпляры
На сегодняшний день единственный экземпляр находится в Танковом музее в городе Кубинка.